# Let's get to it (álbum)
Let's Get To It  —en español: "Hagámoslo"— es el título del cuarto álbum de estudio de la cantante pop australiana Kylie Minogue. Es el último álbum grabado por la artista en PWL. El trío de Stock, Aitken & Waterman se convirtió solo en "Stock & Waterman", debido a la separación de Matt Aitken del trío de productores. El álbum vendió entre 800 000 y 1 000 000 de copias. Está certificado una vez oro en Reino Unido, Australia y España. A pesar de esto ha recibido críticas muy positivas de la prensa.

## Historia
Originalmente, el contrato de Minogue con PWL le ofrecía grabar sólo 3 álbumes, pero debido al éxito de la artista en la empresa, se le ofreció grabar un cuarto álbum, y la cantante aceptó. En agosto de 1991, apareció el primer sencillo del álbum, "Word is out". El sencillo, a pesar de ser famoso en la carrera de la artista, quebró la marca consecutiva de 13 sencillos ubicados en los Top 10 de los UK Singles Chart, ubicándose en el puesto n.º 16 de la lista.
Luego, en octubre de ese mismo año, aparece el álbum, conjunto con el sencillo "If you were with me now", un dueto con Keith Washington, cuyo lado b, "I guess I like it like that", fue lanzado en Reino Unido como promo. En noviembre, aparecería un sencillo más, "Keep on pumpin' it", una remezcla de "I guess I like it like that", hecha en conjunto con Visionmasters y Tony King, sólo alcanzando el puesto n.º 49 de los UK Singles Chart.
"Give me just a little more time", fue el más exitoso sencillo del álbum. Más tarde, se lanza el sencillo "Finer feelings", que alcanza el n.º 11 de los UK Singles Chart. Más tarde, Minogue cerraría su contrato con PWL.
Supuestamente, las 3 canciones de la sesión de la compilación de Greatest hits, habrían sido grabados en esta sesión.

## Portada y arte gráfico
La portada muestra una Kylie con la mirada perdida, delante de un fondo blanco, todo en blanco y negro, Kylie lleva un vestido con pequeñas menciones como etiquetas de productos, escrito el título del disco en su pecho acompañado de una estrella, más arriba su nombre todo en celeste, en las esquinas aparecen hombres mirando a Kylie. La contraportada es celeste con las canciones en negro y una estrella gris. La carátula interior frontal muestra a Kylie acostada en algo como una mesa solo mostrando sus brazos y su cabeza al mismo estilo que en la portada. El CD es igual a los que Kylie hizo con Mushroom Records en negro. El estilo de Kylie en el disco se parece mucho al del vídeo de "What Do I Have to Do?" del disco anterior, Rhythm Of Love.

## Pistas del álbum
| #   | Título                          | Duración | Escritores                                                    | Productores      |
| --- | ------------------------------- | -------- | ------------------------------------------------------------- | ---------------- |
| 1.  | Word is out                     | - 3:35   | Mike Stock / Pete Waterman                                    | Stock & Waterman |
| 2.  | Give me just a little more time | - 3:08   | Ronald Dunbar / Edyth Wayne                                   | Stock & Waterman |
| 3.  | Too much of a good thing        | - 4:24   | Kylie Minogue / Mike Stock / Pete Waterman                    | Stock & Waterman |
| 4.  | Finer feelings                  | - 3:54   | Mike Stock / Pete Waterman                                    | Stock & Waterman |
| 5.  | If you were with me now         | - 3:11   | Kylie Minogue / Mike Stock / Pete Waterman / Keith Washington | Stock & Waterman |
| 6.  | Let's get to it                 | - 4:49   | Mike Stock / Pete Waterman                                    | Stock & Waterman |
| 7.  | Right here, right now           | - 3:52   | Kylie Minogue / Mike Stock / Pete Waterman                    | Stock & Waterman |
| 8.  | Live & learn                    | - 3:15   | Kylie Minogue / Mike Stock / Pete Waterman                    | Stock & Waterman |
| 9.  | No world without you            | - 2:46   | Kylie Minogue / Mike Stock / Pete Waterman                    | Stock & Waterman |
| 10. | I guess I like it like that     | - 6:00   | Kylie Minogue / Mike Stock / Pete Waterman                    | Stock & Waterman |

### Pistas adicionales
- Incluidos en la edición japonesa del álbum:

| #   | Título                               | Duración | Escritores                               | Productores              |
| --- | ------------------------------------ | -------- | ---------------------------------------- | ------------------------ |
| 11. | Word is out (Instrumental)           | - 3:31   | Mike Stock / Pete Waterman               | Stock & Waterman         |
| 12. | What do I have to do? (Instrumental) | - 3:48   | Mike Stock / Pete Waterman / Matt Aitken | Stock, Aitken & Waterman |
| 13. | Step back in time (Instrumental)     | - 3:30   | Mike Stock / Pete Waterman / Matt Aitken | Stock, Aitken & Waterman |

- Datos: Q220558